# Billie Miller
Dame Billie Antoinette Miller (* 8. Januar 1944 in Barbados) ist eine Politikerin aus Barbados.

## Leben
Billie Miller ist Tochter des langjährigen Abgeordneten Frederick Edward Miller, der zwischen 1956 und 1961 Minister für Gesundheit und soziale Dienste von Barbados, das zuletzt zwischen 1958 und 1962 eine Provinz der Westindischen Föderation war.
Sie selbst begann ihre politische Laufbahn 1976, als sie bei einer Nachwahl (By-election) als Kandidatin der Barbados Labour Party (BLP) für den Wahlkreis City of Bridgetown zur Abgeordneten des Versammlungshauses (House of Assembly) gewählt wurde. Einige Monate später konnte sie bei den allgemeinen Wahlen (General Elections) ihr Abgeordnetenmandat erfolgreich verteidigen und wurde daraufhin am 7. September 1976 zur Ministerin für Gesundheit und Nationale Versicherung in das Kabinett von Premierminister John Michael G. Adams berufen und war damit die erste weibliche Ministerin von Barbados.
Nach ihrer Wiederwahl zur Abgeordneten 1981 wurde sie bei der Regierungsneubildung von Adams zur Erziehungsministerin ernannt und übernahm nach dessen Tod am 11. März 1985 unter dessen Nachfolger Harold Bernard St. John auch das Amt der Kulturministerin. Als die BLP bei den Parlamentswahlen im Mai 1986 eine empfindliche Wahlniederlage gegen die Democratic Labour Party (DLP) erlitt, bei der sie selbst ihr Abgeordnetenmandat verlor, wurde sie zur Senatorin ernannt. Im Senat war sie in den folgenden Jahren auch Führerin der Opposition (Leader of Opposition).
Bei den Wahlen von 1991 wurde sie wieder als Vertreterin des Wahlkreises City of Bridgetown zur Abgeordneten des Versammlungshauses gewählt und war dort zuletzt von 1993 bis 1994 als Vertreterin von Owen Arthur Stellvertretende Oppositionsführerin.
Als die BLP unter Owen Arthur 1994 die Wahl gewann und Arthur neuer Premierminister wurde, berief er Billie Millie am 7. September 1994 als Stellvertretende Premierministerin (Deputy Primeminister) sowie Ministerin für Auswärtige Angelegenheiten, Außenhandel und Internationale Wirtschaft in sein Kabinett und war als Stellvertretende Premierministerin zugleich Führerin der Regierungsmehrheit im Versammlungshaus (Leader of the House).
Im Rahmen einer Kabinettsumbildung gab sie im Juni 1995 die Ministerien für Außenhandel und Internationale Wirtschaft ab und wurde stattdessen Ministerin für Tourismus und Internationalen Verkehr. Neben anderen Ämtern war sie auch Vorsitzende des Exekutivkomitees der Parlamentarischen Vereinigung des Commonwealth, Vorsitzende der Gruppe für die Frauenentwicklung der Interamerikanischen Entwicklungsbank (IDB) sowie Präsidentin (für den Westen) der International Planned Parenthood Federation.
Im Rahmen einer erneuten Regierungsumbildung wurde sie im Mai 2003 als Stellvertretende Premierministerin abgelöst und einige Zeit danach als Dame of St. Andrew (Barbados) in den Adelsstand erhoben.
Nach der Wahlniederlage der BLP schied sie im Januar 2008 als Ministerin für Auswärtige Angelegenheiten, Tourismus und Internationalen Verkehr aus der Regierung aus.